# كندوان (ميانة)
كندوان هي قرية في مقاطعة ميانة، إيران. عدد سكان هذه القرية هو 424 في سنة 2006.